# Pont del Molí de Més a Prop
El Pont del Molí de Més a Prop és una obra de Taradell (Osona) inclosa a l'Inventari del Patrimoni Arquitectònic de Catalunya.

## Descripció
Construcció civil. Pont construït en pedra damunt el Gurri. Fa uns 5 m de llarg damunt el pont i el parament es de 2m. d'ample per 5 o 6m d'alçada.
Està construït amb pedra unida amb morter de calç i els marxapeus són grans lloses de pedra. Forma arcs de mig punt amb l'aparell disposat de cantó. La part superior no es veu perquè està recoberta de terra i de malesa.
L'estat de conservació és dolent.

## Història
Pont que es troba en el camí de l'església de Tarradell i prop de la font del Grau. La seva història deu ser tant remota com el pas per aquell indret damunt el riu, no disposem de cap dada que ens permeti ubicar-lo temporalment llevat la notícia de l'existència de "molí de mes a prop" documentat des del S.XVIII.